# Nadžíb Míkátí
Nadžíb Míkátí (arabsky: نجيب ميقاتي; narozen 24. listopadu 1955) je libanonský politik a podnikatel, od září 2021 do února 2025 předseda vlády Libanonu. Funkci již zastával od konce ledna 2011 do února 2014, kdy jej podpořilo šíitské hnutí Hizballáh, a předtím od dubna do července 2005 v úřednickém kabinetu země.

## Biografie

### Vzdělání
V roce 1980 absolvoval Americkou univerzitu v Bejrútu s titulem Master of Business Administration (MBA). Navštěvoval také několik externích programů na Harvardově univerzitě a francouzské INSEAD.

### Podnikatelská činnost
Spolu s bratrem Tahou v roce 1982 založili telekomunikační společnost Investcom. Prodali ji v červnu 2006 jihoafrické firmě MTN Group za 5,5 miliard amerických dolarů. Časopis Forbes odhadl v roce 2008 jeho majetek na 2,6 miliardy dolarů, což odpovídalo 446. místu v žebříčku nejbohatších osob světa.

### Politická kariéra
4. prosince 1998 se stal ministrem veřejných prací a dopravy. Následně byl roku 2000 zvolen do zákonodárného Národního shromáždění za volební obvod Tripolis. Po vstupu do parlamentu si udržel vládní křeslo a získal pověst mírného prosyrsky orientovaného politika s korektními vztahy na tamního prezidenta Bašára al-Asada.
Od roku 2000 patřil mezi stálé kandidáty na premiérský post. Do křesla ministerského předsedy usedl 13. dubna 2005 po demisi Umara Karámího, jenž po zavraždění Rafíka Harírího v únoru 2005 nebyl schopen sestavit stabilní vládu. 19. července téhož roku pak Míkátí úřad předal Fuádu Siniorovi.
V Libanonu i arabském světě se stal spoluzakladatelem centristického hnutí a ideologie, které v zemi pořádá řadu konferencí. Od roku 2004 je lídrem politického hnutí Harakat Majd s dvěma poslanci, jenž je součástí širší Aliance 8. března.
12. ledna 2011 došlo k pádu vlády prozápadně orientovaného Saada Harírího, v důsledku rezignace 10 ministrů nominovaných hnutím Hizballáh. To se snažilo přerušit spolupráci se zvláštním tribunálem OSN pro Libanon vyšetřujícím vraždu premiérova otce. Hizballáh poté získal spojence v poslancích drúzského vůdce Valída Džumbláta a do čela nové vlády byl Aliancí 8. března navržen Míkátí s podporou 68 ze 128 zákonodárců. 25. ledna byl jmenován premiérem a vyzval ke vzniku kabinetu národní jednoty, která má normalizovat krizi v zemi.